# Kanishka II

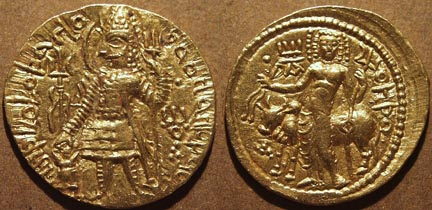
Moneda de Kanishka II.

Kanishka II fue uno de los emperadores del Imperio kushán c. 225–245 CE. Sucedió a Vasudeva I, que es considerado el último gran emperador Kushán. Probablemente perdió parte de su imperio frente a los kushano-sasánidas.
Fue sucedido por Vashiska.